# Desoria intermedia
Desoria intermedia är en urinsektsart som först beskrevs av Schött 1902.  Desoria intermedia ingår i släktet Desoria, och familjen Isotomidae. Arten är reproducerande i Sverige.